# Lance Corporal

Dienstgradabzeichen eines Lance Corporals des United States Marine Corps

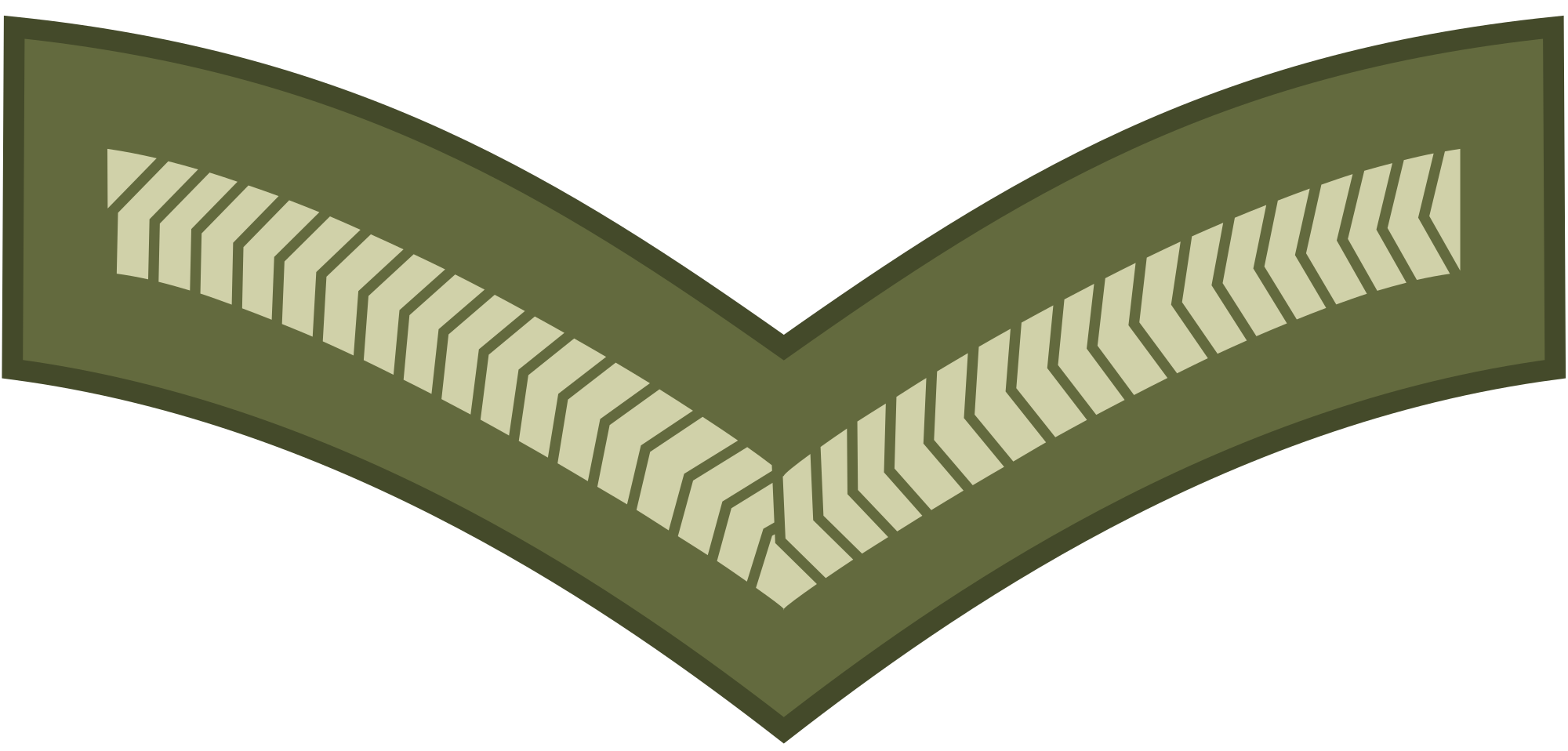
Lance Corporal, British Army

Lance Corporal, British Household Cavalry

Lance Corporal (kurz: LCpl oder L/Cpl) ist ein militärischer Dienstgrad, der in den Streitkräften und Polizeieinheiten anglophoner Staaten häufig verwendet wird. Der NATO-Rangcode stuft ihn als einen höheren Mannschaftsdienstgrad (OR-3) ein. Unabhängig davon gilt der Lance Corporal in vielen Armeen als der niederste Unteroffizier. Ebenso verbreitet ist die Verwendung des Begriffs für einen Mannschaftsdienstgrad in einer temporären Verwendung als Unteroffiziersdiensttuer.

## Geschichte
Der Begriff Lance Corporal ist ein Kofferwort aus der Zusammenziehung von Corporal und der historischen Rangbezeichnung Anspessade bzw. Lancepesade. In der französischen Infanterie war der Anspessade seit 1534 ein Mannschaftsdienstgrad, der den Stellvertreter des Korporals bezeichnete. Ähnlich dem deutschen Gefreiten in den Heeren der früheren deutschen Territorialstaaten, fungierte er zeitweilig als Unteroffiziersdiensttuer, bezog aber nicht den höheren Sold eines Unteroffiziers. Diese Praxis wurde später von der englischen Armee übernommen und dabei der Ursprungsbegriff Lancepesade abgewandelt.
Eine ähnliche Zwitterstellung hat in der British Army der Lance Sergeant.

## Verwendung im Vereinigten Königreich und in den Vereinigten Staaten
Im Vereinigten Königreich rangiert der Lance Corporal vor dem Private Class 1-3 und nach dem Corporal (in der British Army und bei den Royal Marines) bzw. dem Lance Sergeant (British Foot Guards, Honourable Artillery Company).
In den USA findet sich der Rang ausschließlich im United States Marine Corps, wo er zwischen dem rangniederen Private First Class und dem Corporal verortet ist.

## Dienstgradabzeichen
Das Abzeichen des Lance Corporals der US Marines existiert in mehreren Ausführungen: Zur blauen Paradeuniform vorgeschrieben ist ein Abzeichen, das an beiden Oberärmeln zu tragen ist. Es besteht aus einem gelben, mit der Spitze nach oben weisender Uniformwinkel mit zwei gelben, einander kreuzenden Gewehren darunter; Winkel und Gewehre befinden sich auf einer roten Tuchunterlage. An der khakifarbenen Dienstuniform sind die Winkel und Gewehre an den Ärmeln der braunen Jacke in beiger Farbe und dann ebenfalls auf roter Tuchunterlage; an den Ärmeln des Khakihemdes sind die Winkel und Gewehre jedoch schwarz, auf einer Unterlage in Grundtuchfarbe. Zur gefleckten Tarnuniform werden ausschließlich schwarz-metallene Steckabzeichen in verkleinerter Form angelegt, die in den vorderen Kragenecken direkt auf dem Grundtuch zu befestigen sind.
Den britischen Lance Corporal kennzeichnet üblicherweise ein mit der Spitze nach unten weisender Stoffwinkel, in seiner Farbgebung abhängig von der Waffengattung und der Art der Uniform. Zur roten Paradeuniform (Full Dress), die von vielen, doch nicht allen Truppen- und Waffengattungen getragen wird, sind die Winkel von weißer Farbe. Die Ärmelabzeichen an der Husarenuniform des King’s Troop, Royal Horse Artillery sind dagegen goldgelb, ebenso die Abzeichen der dunkelblauen Ausgehuniform (No. 1 Dress), die bei den meisten Regimentern der Landstreitkräfte üblich ist. An der grünen Ausgehuniform der Rifles sind die Abzeichen jedoch schwarz. An der hellblauen Ausgehuniform der Royal Air Force sind die Winkel hellblau. Zur weit verbreiteten khakigrünen Dienstuniform (No. 2 Dress) sind die Winkel weiß-khaki meliert und khakifarben eingefasst. Eine Besonderheit stellt das Abzeichen der Household Cavalry dar, das aus zwei Winkeln und einer goldfarbenen Krone oberhalb davon besteht.